# Perisama paula
Perisama paula är en fjärilsart som beskrevs av Charles Oberthür 1916. Perisama paula ingår i släktet Perisama och familjen praktfjärilar. Inga underarter finns listade i Catalogue of Life.